# Fraud and Misconduct in Medical Research
Fraud and Misconduct in Medical Research（フロード アンド ミスコンブラクト イン メディカル リサーチ）あるいは『医学研究における不正行為』は、フランク・ウェルズ(Frank Wells), ステファン・ロック(Stephen Lock)らの著作。1993年初版。医学研究における学問上の不正行為をテーマにした著作である。